# Cycloptilum eustatiensis
Cycloptilum eustatiensis is een rechtvleugelig insect uit de familie Mogoplistidae. De wetenschappelijke naam van deze soort is voor het eerst geldig gepubliceerd in 2003 door Bland & Desutter-Grandcolas.